# Ceratomia

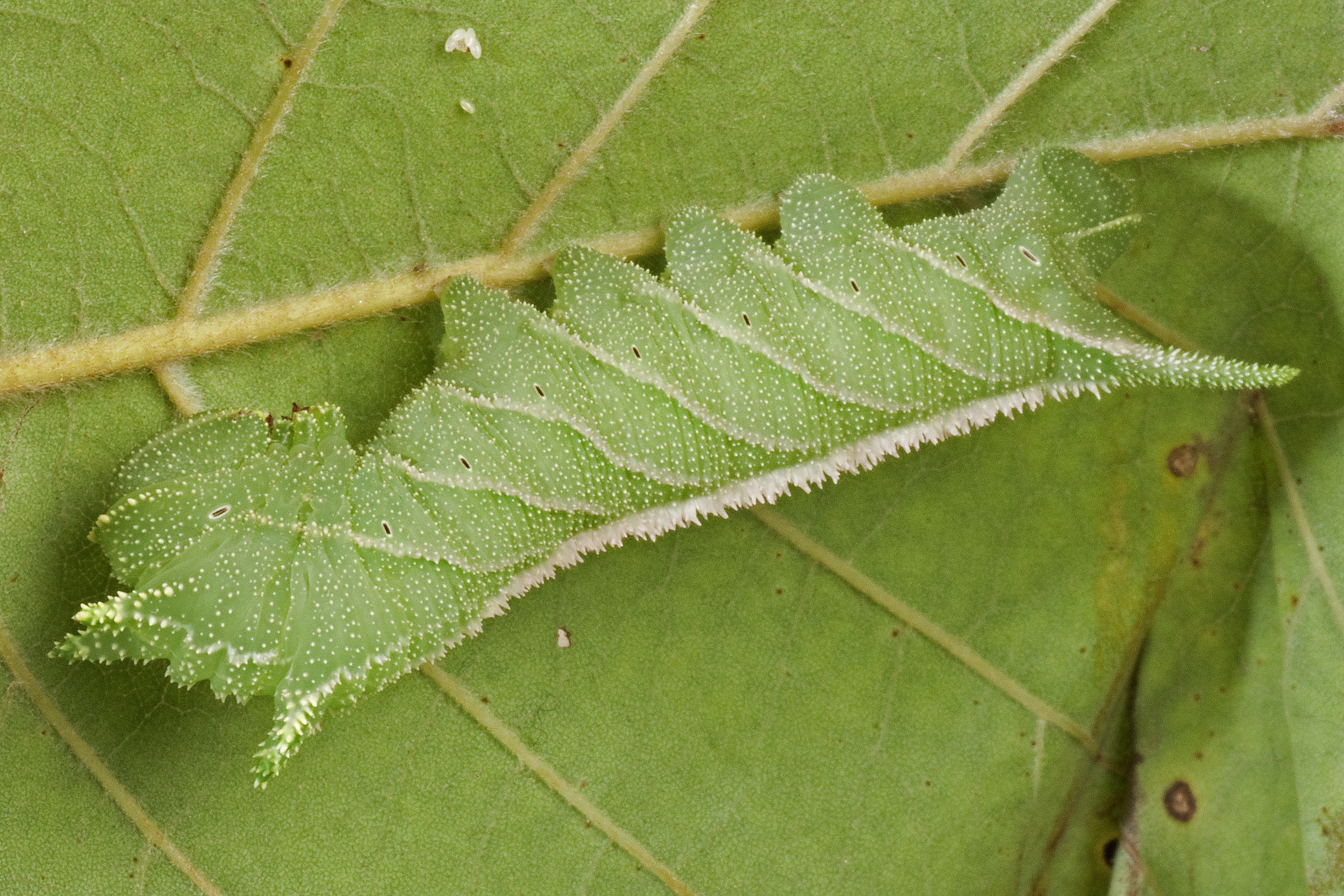
Raupe von Ceratomia amyntor

Ceratomia ist eine Gattung innerhalb der Schmetterlingsfamilie der Schwärmer (Sphingidae).

## Merkmale
Die Gruppe ist in ihren Merkmalen sehr heterogen. Die Falter sämtlicher Arten tragen auf den Vorderflügeln stark verworrene Muster und haben Ähnlichkeiten bei den Merkmalen der Genitalien. Die Raupen unterscheiden sich jedoch stark, weswegen die Gattung vermutlich in mehrere separate Gattungen aufzuteilen wäre.

## Vorkommen
Sämtliche Arten der Gattung treten in Nordamerika auf.

## Systematik
Weltweit sind neun Arten der Gattung bekannt:
- Ceratomia amyntor (Geyer, [1835])
- Ceratomia catalpae (Boisduval, [1875])
- Ceratomia hageni Grote, 1874
- Ceratomia hoffmanni Mooser, 1942
- Ceratomia igualana (Schaus, 1932)
- Ceratomia mooseri Haxaire & Melichar, 2012
- Ceratomia paltingi Haxaire & Melichar, 2012
- Ceratomia sonorensis Hodges, 1971
- Ceratomia undulosa (Walker, 1856)

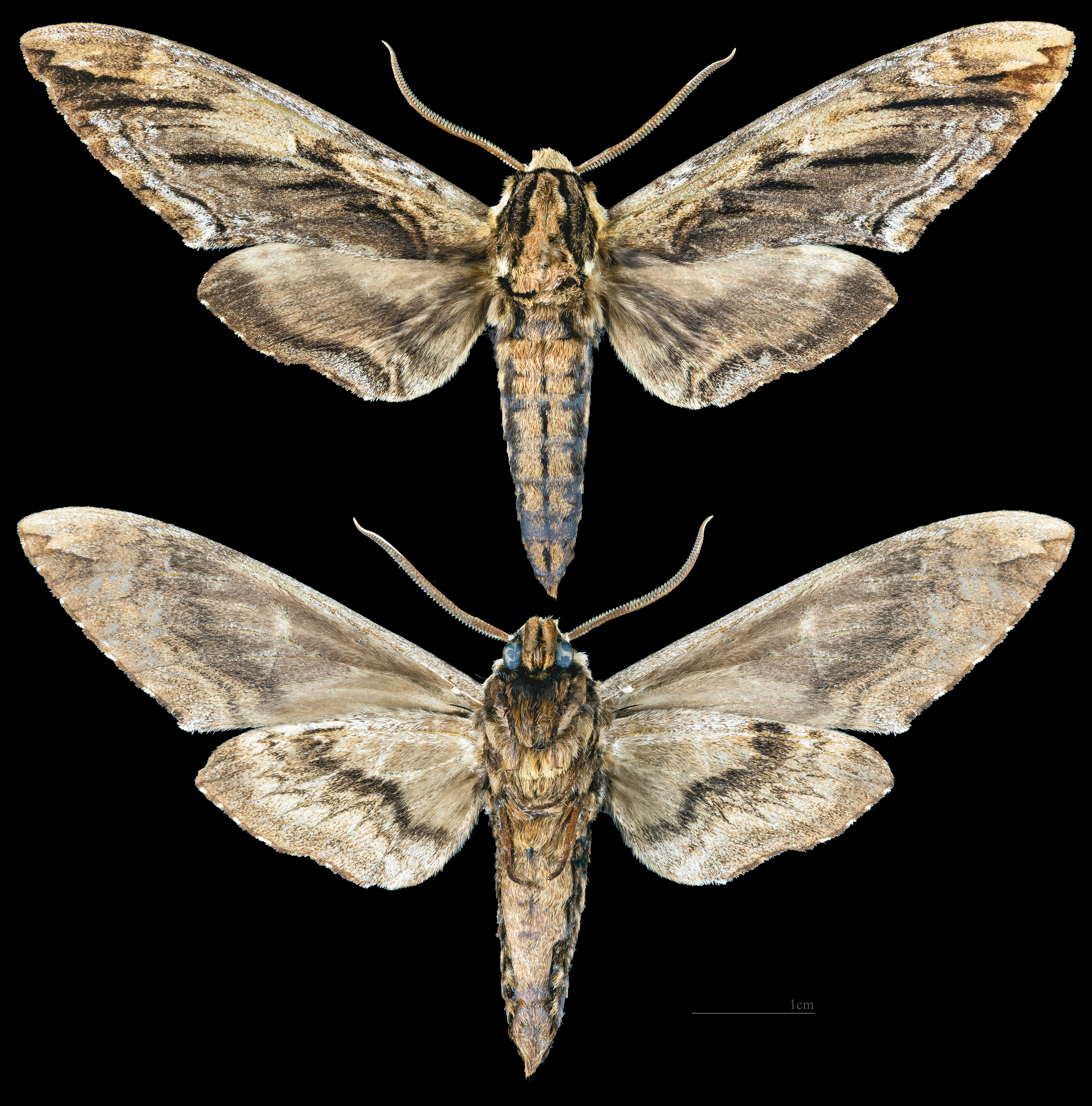
Ceratomia amyntor
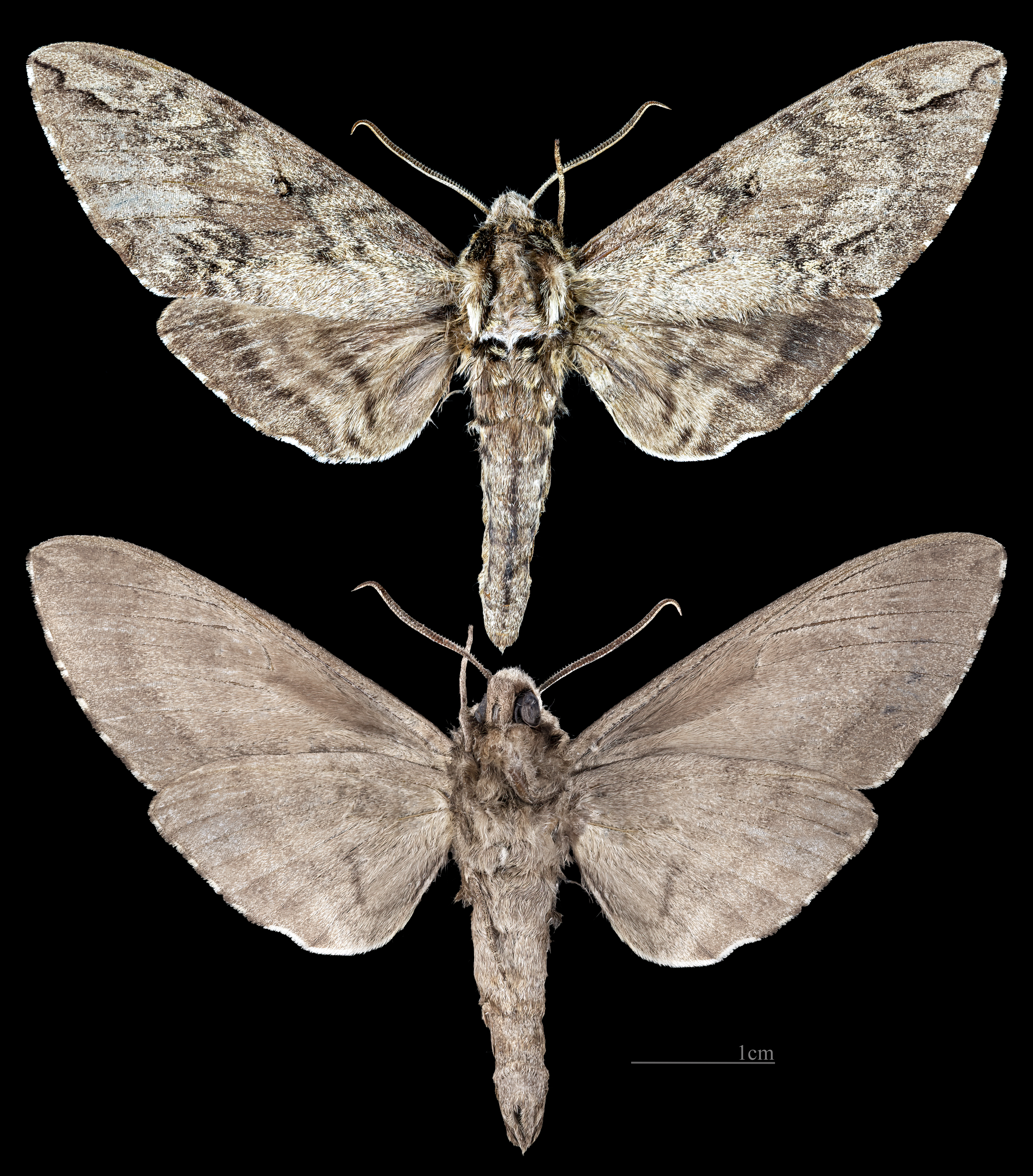
Ceratomia catalpae
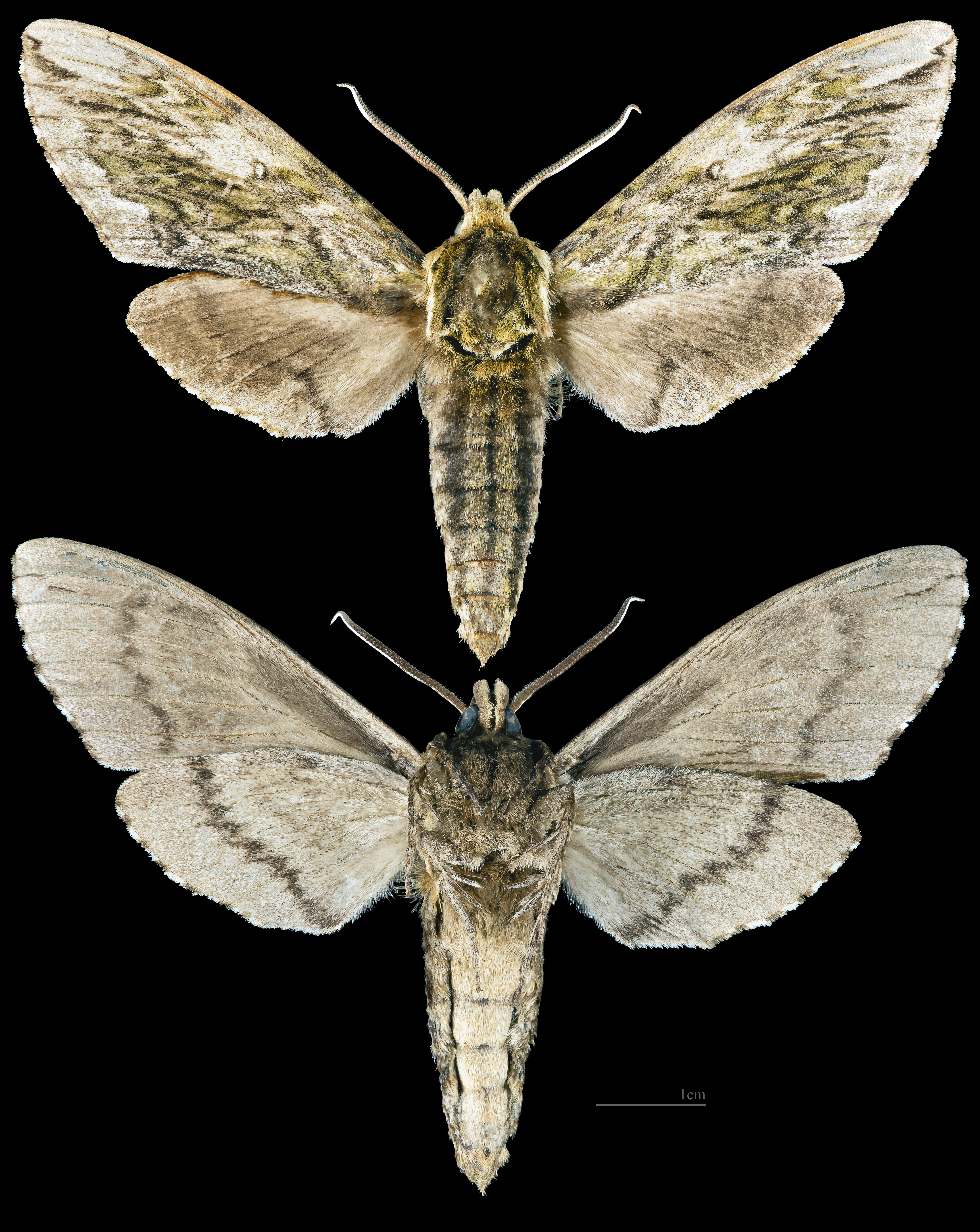
Ceratomia hageni
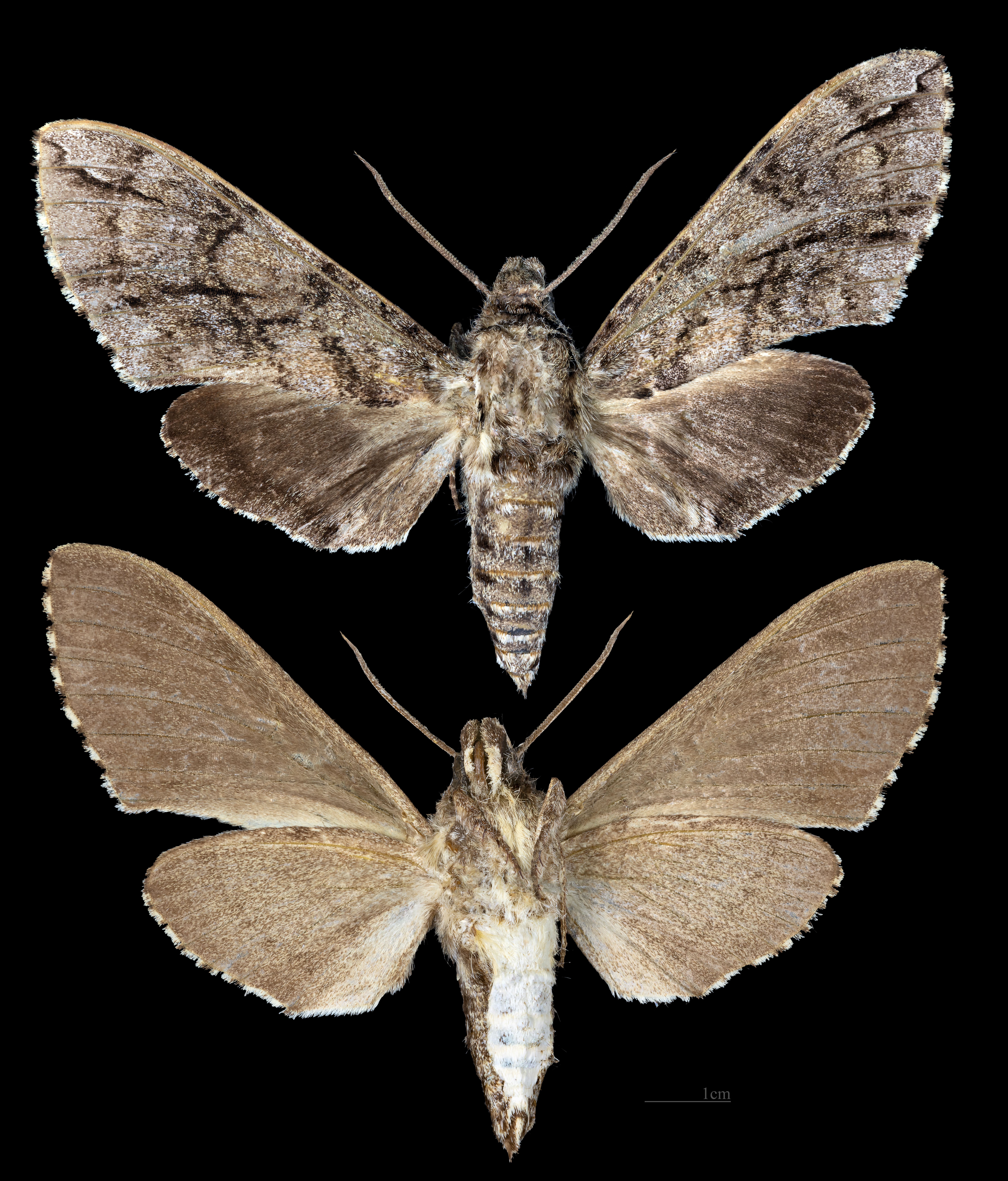
Ceratomia igualana
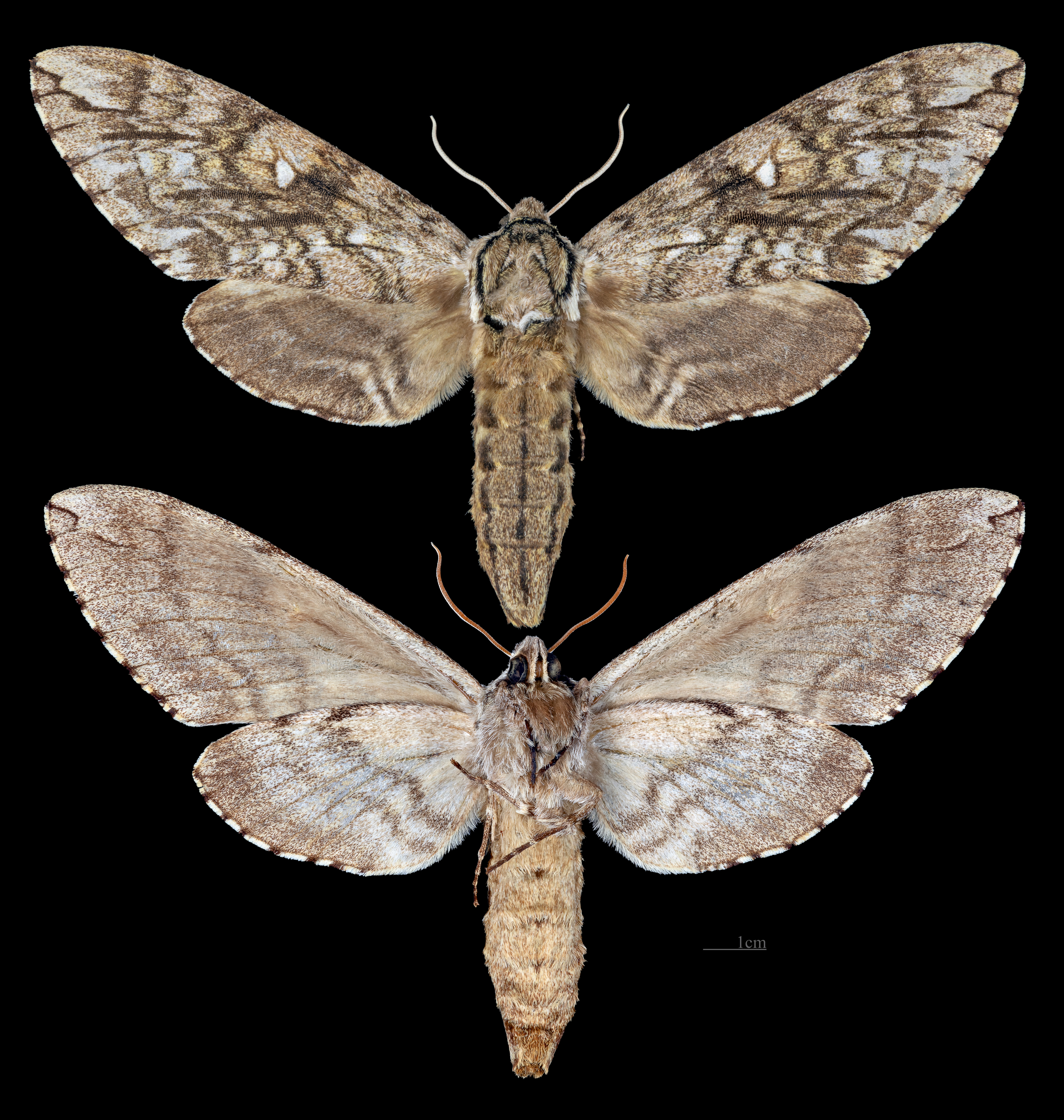
Ceratomia undulosa
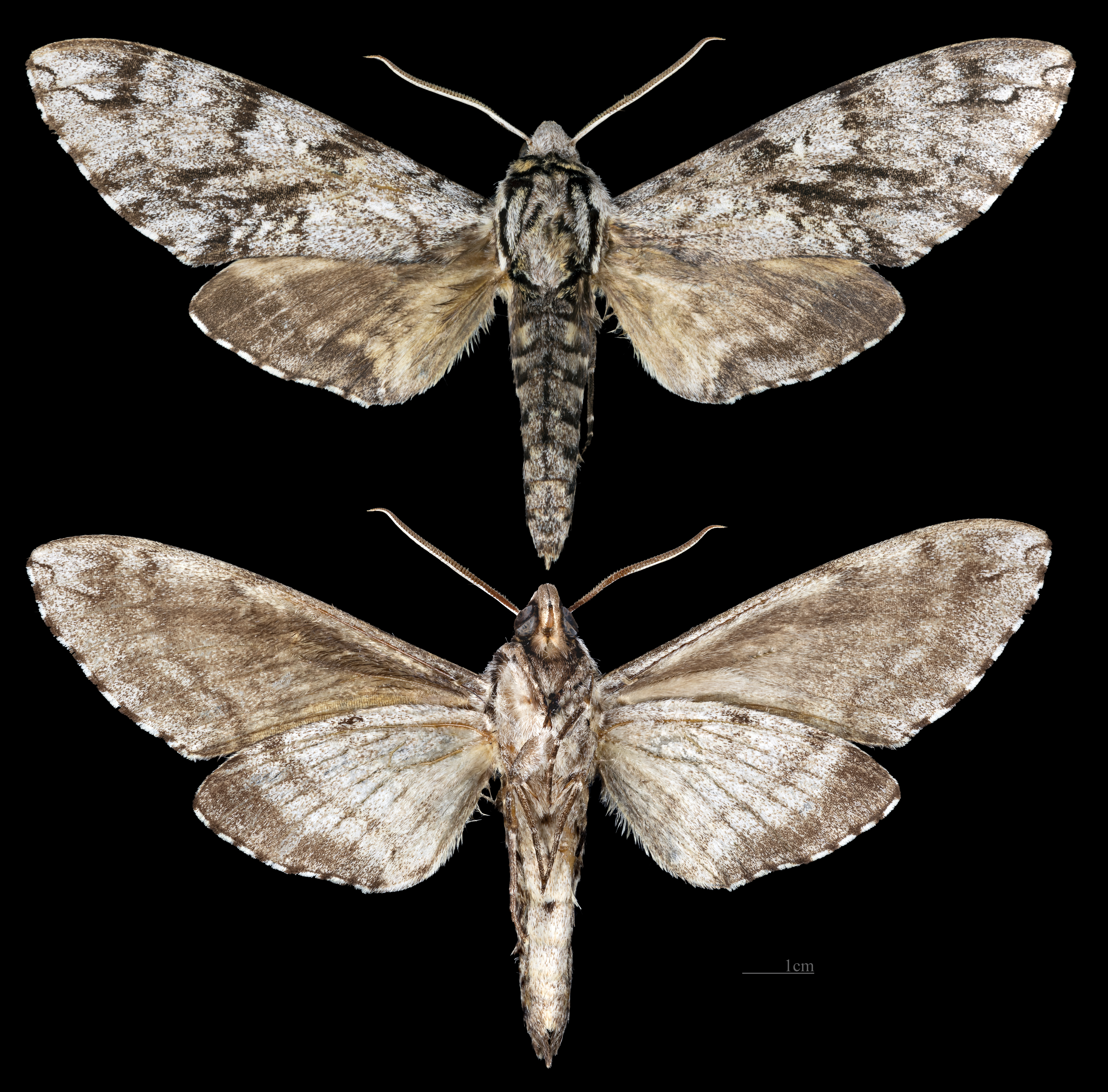
Ceratomia sonorensis

## Belege